# 彩島りあな
彩島りあな（さいじま りあな Riana Saijima、2004年8月30日 - ）は、北マリアナ諸島サイパン島出身の女性ファッションモデル、女優。

## 出演

### CF
- キユーピードレッシングTVCM「サラダガールズ行進」篇[1]

### テレビドラマ
- 放送90年 大河ファンタジー 「精霊の守り人」（2016年3月19日 - 、NHK） - 頼まれ屋　サヤ 役[1][2]

### MV
- 倖田來未『NO ME WITHOUT YOU」
- 摩天楼オペラ『喝采と激情のグロリア』

### 雑誌
- 小学館 SAKURA
- 学研教育出版 『科学脳』 植物にょきにょき
- 学研教育出版 『科学脳』 水と空気とペットボトル
- VERY 11月号 ラコステタイアップ
- A BATHING APE BAPE KIDS 2013 SPRING/SU ムック本

### スチール
- 伊勢丹 チラシ・DM
- マックハウススチール
- ユニクロ KIDS　MONTHLY MODEL SHOOTING
- しまむら

### カタログ
- 千趣会 ベルメゾン「チャイルド」「ジュニア」

### 舞台
演劇企画ハッピー圏外出演作品（作・演出：内堀優一）
- 落葉の丘に星の花咲く（2011年、TACCS1179） - 純 役
- 思いは願いのうそとなり（2012年5月、TACCS1179） - 純 役
- 砂のカケラを取りに行く（2012年11月、TACCS1179） - 木田鈴子 役
- 割れて砕けてキラキラ落ちる（2013年5月、TACCS1179） - 梅子 役
- 君が行く先に光がさすように（2013年11月、TACCS1179） - 千恵（幼少期） / 八重子 役（二役）
- 宵闇よりも速く駈けて（2014年5月、TACCS1179） - みよ 役
- 今はただ遠くからありふれた歌を（シアターグリーンBASE THEATER） - 純 役（主演） ※第26回 池袋演劇祭 入賞作品
- ぼくたちの学校（2014年11月、TACCS1179） - マチルダアンダーソン 役
- 幕末!天命、投げ売りのクマさん（2015年4月、TACCS1179） - 神様 役

### VP
- TOYOTA Toyota FCV Plus ショートムービー
- 電磁界情報センター セミナービデオ
- NTT 未来イメージPV 「街」篇